# Strasshof an der Nordbahn
Strasshof an der Nordbahn (bis 1947 Straßhof (Marchfeld), bis 1980 dann Straßhof an der Nordbahn und seit damals Strasshof an der Nordbahn) ist eine Stadtgemeinde mit 12.202 Einwohnern (Stand 1. Jänner 2025) im Bezirk Gänserndorf im österreichischen Bundesland Niederösterreich.

## Geografie

Als Strasshof noch nicht existierte: Straßfelder Meierhof (M.H.), die stolze Föhre und das „neue Wirtshaus“, der Feldherrnhügel („Faulhügel“) am Straßfelder Wald und die Bahnwächterhäuser (W.h.) an der Nordbahn, um 1873 (Aufnahmeblatt der Landesaufnahme)

Strasshof an der Nordbahn liegt im Marchfeld in Niederösterreich. Die Fläche der Stadtgemeinde umfasst 11,63 Quadratkilometer. 21,08 Prozent der Fläche sind bewaldet.
Der Großteil des Ortsgebietes erstreckt sich entlang der B 8 und der parallelen Nordbahn.

### Gemeindegliederung
| Katastralgemeinden      | Ortschaften in der Gemeinde                                                 |
| ----------------------- | --------------------------------------------------------------------------- |
| Straßerfeld (11,63 km²) | Strasshof an der Nordbahn (M) Bartoschviertel (Sdlg) Kieslingviertel (Sdlg) |
| Legende                 |                                                                             |

| In der Spalte Katastralgemeinden sind sämtliche Katastralgemeinden einer Gemeinde angeführt. In der Klammer ist die jeweilige Fläche in km² angegeben. |
| In der Spalte Ortschaften sind sämtliche von der Statistik Austria erfassten Siedlungen, die auch eine eigene Ortschaftskennziffer aufweisen, angeführt. In der Hierarchieebene derselben Spalte, rechts eingerückt, werden nur Ansiedlungen, die mindestens aus mehreren Häusern bestehen, dargestellt. Die wichtigsten der verwendeten Abkürzungen sind: - M = Hauptort der Gemeinde - Stt = Stadtteil - R = Rotte - W = Weiler - D = Dorf - ZH = Zerstreute Häuser - Sdlg = Siedlung - Hgr = Häusergruppe - E = Einzelgehöft (nur wenn sie eine eigene Ortschaftskennziffer haben) Die komplette Liste der Statistik Austria ist in: Topographische Siedlungskennzeichnung nach STAT Zu beachten ist, dass manche Orte unterschiedliche Schreibweisen haben können. So können sich Katastralgemeinden anders schreiben als gleichnamige Ortschaften bzw. Gemeinden. Quelle: Statistik Austria – |

Im Nordwesten begrenzt der in Bockfließ gelegene Althofer Wald  das Bartoschviertel. Im Osten befindet sich der Ortsteil Silberwald, welcher in zwei Teile unterteilt ist. Nördlich der Hauptstraße befindet sich Silberwald I, an dem das Kieslingviertel anschließt. Direkt daneben liegt im Osten die zu Schönkirchen-Reyersdorf gehörende Siedlung Silberwald. Südlich der Hauptstraße befindet sich Silberwald II; anschließend ebenfalls südlich der Hauptstraße das Flugfeldviertel. Südlich der Hauptstraße befindet sich das Waldviertel und südwestlich befindet sich der Ortsteil Drei Schlüssel Äcker.

### Nachbargemeinden
|                        | Auersthal                                   | Schönkirchen-Reyersdorf |
| Bockfließ (Mistelbach) | Kompassrose, die auf Nachbargemeinden zeigt | Gänserndorf             |
| Deutsch-Wagram         | Markgrafneusiedl                            |                         |

## Geschichte
Strasshof wurde erstmals um 1300 urkundlich erwähnt. Im Grundstücksverzeichnis (Urbar) des Stiftes Melk scheint um 1330 das Bauerndorf Strazze mit einer Kirche auf. Nach den kriegerischen Einfällen der Ungarn verödete der Ort. In alten Landkarten erscheint etwa um 1670 Straß bei den 3 Stolzen Föhren wieder auf.
Im heutigen Bartoschviertel nördlich des Bahnhofes waren um 1800 drei Häuser von Waldarbeitern zu finden.
1838 wurden bei der Verlängerung der Nordbahn auf dem Gebiet der Katastralgemeinde Straßerfeld Bahnwärterhäuser errichtet. Doch erst mit der Inbetriebnahme des Verschubbahnhofes (1908) setzte eine rege Bautätigkeit ein. Ein Erschließungsplan des tschechischen Investors Ludwig (Ludvik) Odstrčil sah vor, den Ort nach dem Vorbild der englischen Gartenstädte (Vorortesiedlungen) zu strukturieren. Er sollte die Arbeiter eines an der Nordbahn geplanten Industriegebiets beherbergen. Das Ende der österreichisch-ungarischen Monarchie machte dieses Vorhaben zunichte. Da jedoch die Parzellierung bereits erfolgt war, kam es zu einer unorganisierten Besiedelung des Areals mit dem Ergebnis, dass erst nach dem Zweiten Weltkrieg langsam ein geschlossenes Siedlungsgebiet entstand. Bis heute wirkt sich dies durch das Fehlen eines Ortszentrums aus. Geprägt wurde die Geschichte Strasshofs vor allem durch den einst größten Verschubbahnhof Österreichs (125 Gleise), der von 1908 bis 1959 bestand. Hier wurden vor dem Ersten Weltkrieg die Güterzüge aus den nordmährischen Kohlerevieren geteilt. Erhalten ist davon noch das alte Heizhaus mit einigen Gleisen, in dem das Eisenbahnmuseum untergebracht ist. 1923 wurde Strasshof eine selbstständige Gemeinde, nachdem es vorher zur Gemeinde Gänserndorf gehörte.
Während der Zeit des Nationalsozialismus befand sich in Strasshof ein Durchgangslager Strasshof. Zunächst für die Internierung von Ostarbeitern genutzt, wurden dort in der Folge Zwangsarbeiter aus ganz Europa gefangengehalten. Im Jahr 1944 deportierte das Eichmann-Kommando 21.000 ungarische Juden nach Strasshof. Die meisten dieser Menschen überlebten auf Grund einer Abmachung zwischen dem Komitee für Hilfe und Rettung und Adolf Eichmann. 1945 wurde der Ort durch einen Luftangriff von US-Bombern auf den Verschubbahnhof schwer in Mitleidenschaft gezogen. Am 10. April erreichten Soldaten der Roten Armee Strasshof.
Die Flugfeldstraße in Strasshof erinnert an ein ehemaliges Flugfeld, das sich während des Ersten Weltkrieges dort befand. Während des Zweiten Weltkrieges wurde ein neuer Militärflugplatz an der Grenze zu Deutsch-Wagram angelegt, dessen Rollbahnen noch heute sichtbar sind. Bis 1955 nützte ihn die Rote Armee.
Nach dem Zweiten Weltkrieg entwickelte sich Strasshof rasch und wurde 1956 zur Marktgemeinde erhoben. 1947 erfolgte die Umbenennung von Straßhof (Marchfeld) in Straßhof an der Nordbahn, mit 13. August 1980 die Umbenennung auf Strasshof an der Nordbahn. 2024 wurde Strasshof zur Stadtgemeinde erhoben.
Bekanntheit in jüngerer Zeit erlangte der Ort durch die Entführung von Natascha Kampusch. Sie war dort fast achteinhalb Jahre lang im Keller eines Einfamilienhauses gefangen gehalten worden, bis ihr am 23. August 2006 die Flucht gelang. Der Entführer Wolfgang Přiklopil beging am Abend desselben Tages Suizid. Zudem gibt es in Strasshof eine auffällige Häufung von Morden: 2008 einen Vierfachmord, zwei Femizide (2014, 2023).

### Bevölkerungsentwicklung
| Strasshof an der Nordbahn: Einwohnerzahlen von 1869 bis 2024 | Strasshof an der Nordbahn: Einwohnerzahlen von 1869 bis 2024 | Strasshof an der Nordbahn: Einwohnerzahlen von 1869 bis 2024 | Strasshof an der Nordbahn: Einwohnerzahlen von 1869 bis 2024 | Strasshof an der Nordbahn: Einwohnerzahlen von 1869 bis 2024 |
| ------------------------------------------------------------ | ------------------------------------------------------------ | ------------------------------------------------------------ | ------------------------------------------------------------ | ------------------------------------------------------------ |
| Jahr                                                         |                                                              |                                                              |                                                              | Einwohner                                                    |
| 1869                                                         | 1869                                                         |                                                              | 56                                                           | 56                                                           |
| 1880                                                         | 1880                                                         |                                                              | 61                                                           | 61                                                           |
| 1890                                                         | 1890                                                         |                                                              | 65                                                           | 65                                                           |
| 1900                                                         | 1900                                                         |                                                              | 59                                                           | 59                                                           |
| 1910                                                         | 1910                                                         |                                                              | 427                                                          | 427                                                          |
| 1923                                                         | 1923                                                         |                                                              | 1.106                                                        | 1.106                                                        |
| 1934                                                         | 1934                                                         |                                                              | 2.665                                                        | 2.665                                                        |
| 1939                                                         | 1939                                                         |                                                              | 2.499                                                        | 2.499                                                        |
| 1951                                                         | 1951                                                         |                                                              | 2.697                                                        | 2.697                                                        |
| 1961                                                         | 1961                                                         |                                                              | 3.624                                                        | 3.624                                                        |
| 1971                                                         | 1971                                                         |                                                              | 4.377                                                        | 4.377                                                        |
| 1981                                                         | 1981                                                         |                                                              | 4.973                                                        | 4.973                                                        |
| 1991                                                         | 1991                                                         |                                                              | 5.673                                                        | 5.673                                                        |
| 2001                                                         | 2001                                                         |                                                              | 6.993                                                        | 6.993                                                        |
| 2011                                                         | 2011                                                         |                                                              | 8.595                                                        | 8.595                                                        |
| 2021                                                         | 2021                                                         |                                                              | 11.360                                                       | 11.360                                                       |
| 2024                                                         | 2024                                                         |                                                              | 12.006                                                       | 12.006                                                       |
| Quelle(n): Statistik Austria                                 |                                                              |                                                              |                                                              |                                                              |

## Kultur und Sehenswürdigkeiten

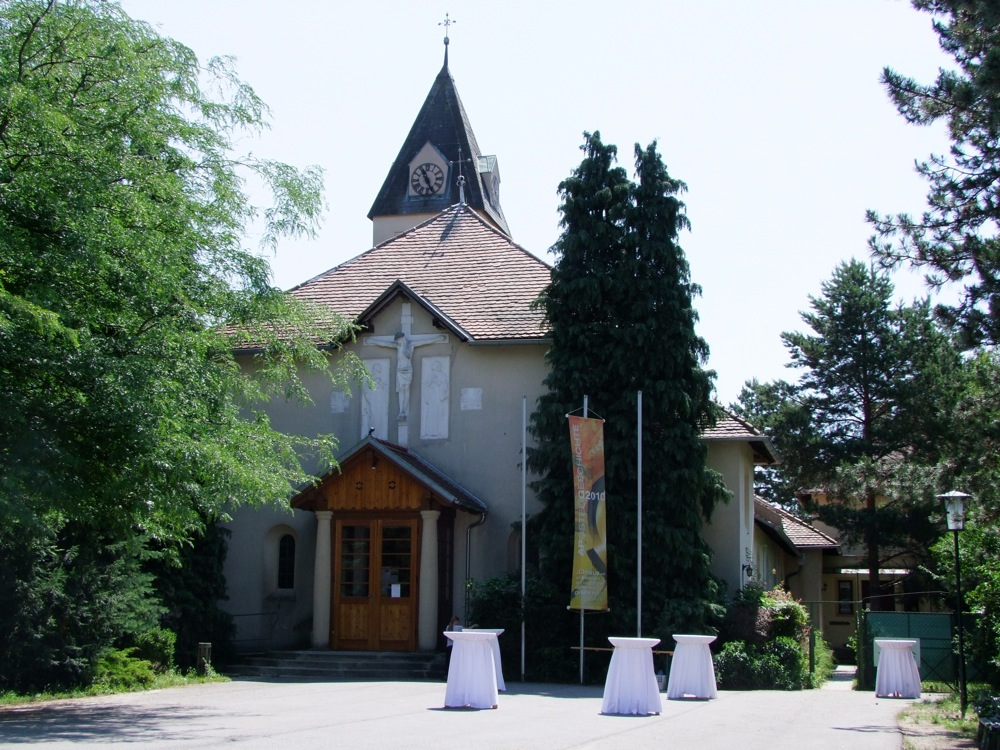
Pfarrkirche Strasshof an der Nordbahn

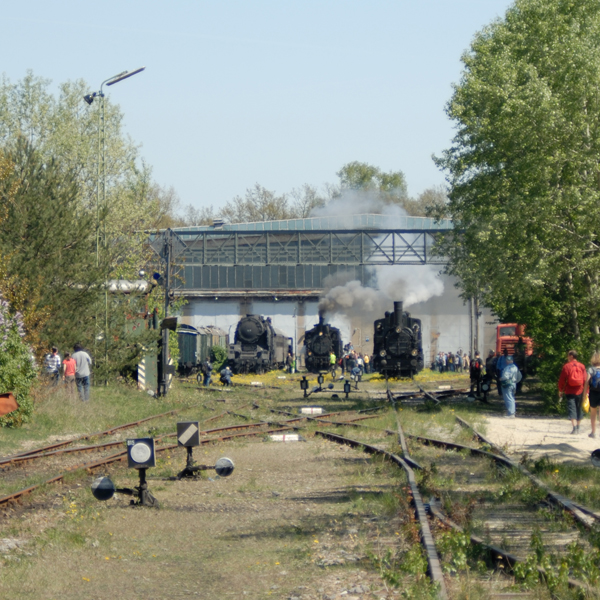
Eisenbahnmuseum Strasshof

- Katholische Pfarrkirche Strasshof an der Nordbahn hl. Antonius von Padua
- Eisenbahnmuseum Strasshof im alten Heizhaus von Strasshof und der ehemalige Dampflokremise
- Heimatmuseum Strasshof
- Kulturzentrum Marchfeld Strasshof (KUMST): In Strasshof eröffnete am 19. September 2015. Die Feierlichkeiten wurden u. a. mit der Darbietung einer unbekannten Operette aus deren „goldener Ära“ begangen: Ein von Carl Millöcker und Ludwig Anzengruber ursprünglich für das Wiener Harmonietheater in Alsergrund konzipiertes Werk – Der Sackpfeifer – erlebte dabei seine Uraufführung (und drei weitere Aufführungen), da es zu Lebzeiten der Autoren nicht auf die Bühne gelangt war.
- In der Ortsmitte (Waldviertel) an der B8 steht eine Dampflok der DR-Baureihe 52 mit der Seriennummer 52.7593, hergestellt von der Lokomotivfabrik Floridsdorf im Jahre 1944.
- Die Stolze Föhre, welche sich ebenfalls im Ortswappen befindet, ist eine Schwarzföhre, die vor rund 230 Jahren gepflanzt wurde. Diese Pflanzungen wurden damals von Kaiserin Maria Theresia veranlasst, um das Marchfeld vor der Verödung durch Flugsand zu bewahren. Die stolze Föhre steht seit dem 6. März 1968 unter Naturschutz.
- Die Steineiche wurde  bei der Aufforstung um 1900 eingepflanzt. Einst sollte ein ganzer Jungwald das Gebiet links und rechts der Bundesstraße bedecken. Durch den Sandboden konnte sich aber dieser nicht entwickeln und wurde nur ein Krüppelwald.
- Das Fliegermarterl aus dem Jahr 1971 erinnert an die geglückte Notlandung des Flugzeugs von Oberstleutnant Blaschke im Jahr 1912. Damals nahm dieser an einem Flugwettbewerb teil und musste kurz vor seinem Ziel in Strasshof an der Nordbahn notlanden.

### Sport und Freizeit
- Der Beachvolleyballplatz, der Fun-Court, der Rollschuhplatz sowie zahlreiche Spiel- und Sportplätze bieten dem Besucher von Strasshof an der Nordbahn ein abwechslungsreiches Freizeitprogramm.
- Zahlreiche Wanderwege durch die herrliche Landschaft des Marchfeldes runden einen Ausflug ab.
- Der Rodelberg in Strasshof an der Nordbahn sorgt im Winter und Sommer für Unterhaltung.
- Das Biotop im Familienwald wurde von den Naturfreunden Strasshof 2004 neu errichtet. Der Platz davor dient Erholungssuchenden als Platz der Ruhe und Besinnung, Kindergärten und Schulklassen besuchen den Platz gerne. Auch Veranstaltungen diverser Vereine finden dort immer wieder statt.[7]
- Der Laufclub Strasshof ist mit über 150 aktiven Mitgliedern einer der größten und aktivsten Laufclubs in Niederösterreich.[8]

## Wirtschaft und Infrastruktur
Arbeitsstätten gab es im Jahr 2001 insgesamt 197, land- und forstwirtschaftliche Betriebe nach der Erhebung 1999 8. Die Erwerbsquote lag 2001 bei 45,76 Prozent.
Der 1975 gegründete Gewerbering Strasshof rief schon damals die Marchfeld-Messe ins Leben. War es früher eine kleine Veranstaltung im Haus der Begegnung, hat sich dieses Ereignis in den letzten 15 Jahren zu einem Megaevent entwickelt. Rund 120 Aussteller aus dem Marchfeld haben die Möglichkeit, ihre Produkte und Service auf dem eigens dafür adaptierten Messegelände auszustellen. Begleitet werden die 3 Messetage von einem abwechslungsreichen Rahmenprogramm, wie zum Beispiel Kabarett, Tanz etc.
Anfang 2005 entdeckte die OMV in der näheren Umgebung große Erdgaslagerstätten mit einem Volumen von vier Milliarden Kubikmeter. Ging die OMV ursprünglich noch von einer Fördermenge von bis zu einer Million Kubikmeter pro Tag aus, musste das Projekt 2012 abgeschrieben werden, da sich das Gas aus technischen Gründen als nicht förderbar erwies.

### Bildungseinrichtungen
- Volksschule (seit 1925)
- Allgemeine Sonderschule (seit 1973)
- Musikschule (seit 1975) mit Filialen in Markgrafneusiedl und Raasdorf
- Volkshochschule (seit 1989)
- Europamittelschule (seit 2001)

### Feuerwehr
Nach Inbetriebnahme des Verschubbahnhofes (1908) wurde 1910 die Gründung der „Freiwilligen K.K. Staatsbahnfeuerwehr“ bewilligt. 1956 wurde die Freiwillige Eisenbahn Feuerwehr, wie sie seit 1945 genannt wurde, von den ÖBB aufgelöst und die Sicherung der Bahnanlagen an die 1948 gegründete Freiwillige Feuerwehr Strasshof übertragen. Die Freiwillige Feuerwehr Strasshof besitzt 13 Einsatzfahrzeuge, 125 Mitglieder und leistet rund 400 Einsätze jährlich.

## Politik

### Gemeinderat
Der Gemeinderat hatte 33 Mitglieder und 37 Mitglieder ab dem Jahr 2025.
- Nach den Gemeinderatswahlen in Niederösterreich 1990 hatte der Gemeinderat folgende Verteilung: 18 SPÖ, 7 ÖVP, 2 FPÖ und 2 Sonstige.
- Nach den Gemeinderatswahlen in Niederösterreich 1995 hatte der Gemeinderat folgende Verteilung: 17 SPÖ, 6 ÖVP, 4 FPÖ, 1 LIF und 1 KPÖ.[10]
- Nach den Gemeinderatswahlen in Niederösterreich 2000 hatte der Gemeinderat folgende Verteilung: 19 SPÖ, 4 ÖVP, 3 FPÖ, 2 DR.EBHART und 1 LIF.[11]
- Nach den Gemeinderatswahlen in Niederösterreich 2005 hatte der Gemeinderat folgende Verteilung: 17 SPÖ, 4 GRÜNE, 3 ÖVP, 3 DR.EBHART, 1 Soziales Bürgerforum Österreich und 1 FPÖ.[12]
- Nach den Gemeinderatswahlen in Niederösterreich 2010 hatte der Gemeinderat folgende Verteilung: 19 SPÖ, 3 ÖVP, 3 DR.EBHART, 2 FPÖ und 2 GRÜNE.[13] (29 Mitglieder)
- Nach den Gemeinderatswahlen in Niederösterreich 2015 hatte der Gemeinderat folgende Verteilung: 22 SPÖ, 4 DR.EBHART, 3 FPÖ, 2 ÖVP und 2 GRÜNE.[14]
- Nach den Gemeinderatswahlen in Niederösterreich 2020 hatte der Gemeinderat folgende Verteilung: 21 SPÖ, 5 ÖVP, 3 DR.EBHART, 2 GRÜNE und 2 FPÖ.[15]
- Nach den Gemeinderatswahlen in Niederösterreich 2025 hat der Gemeinderat folgende Verteilung: 19 SPÖ, 7 FPÖ, 4 DR.EBHART, 4 ÖVP, 2 NEOS und 1 GRÜNE.[16]

### Bürgermeister
- 1923 bis 1933 Anton Lendler
- 1934 Rudolf Birsak
- 1949 bis 1955 Franz Planeta
- 1955 bis 1959 Rudolf Birsak
- 1959 bis 1987 Josef Neidhart
- 1987 bis 2005 Rolf Neidhart (SPÖ)
- 2005 bis 2008 Herbert Farthofer (SPÖ)
- seit 2008 Ludwig Deltl (SPÖ)

### Wappen
Das Ortswappen von Strasshof besteht aus zwei Teilen: Oben befindet sich die „Stolze Föhre“ auf rotem Grund; unten befindet sich ein geflügeltes Eisenbahnrad auf blauem Grund.

## Persönlichkeiten
- Johann Fraissl (1910–1997), Erdölarbeiter, Politiker und Abgeordneter zum Landtag von Niederösterreich
- Elena Ostleitner (1947–2021), Musiksoziologin, Hochschullehrerin, Pianistin und Verlegerin